# 克林頓縣 (密蘇里州)
克林頓縣（英語：Clinton County）是美国密蘇里州西北部的一個縣，面積1,097平方公里。根據2020年美國人口普查，共有人口21,184人。縣治普拉茨堡。該縣成立於1833年，縣名紀念纽约州第七、九任州長德威特·克林顿。